# Glenea ochreovittata
Glenea ochreovittata là một loài bọ cánh cứng trong họ Cerambycidae.